# Екінтекін
40°47′45″ пн. ш. 72°23′15″ сх. д. / 40.79583° пн. ш. 72.38750° сх. д.
Екінтекін (узб. Екинтикин, Ekintikin) — міське селище в Узбекистані, в Андижанському районі Андижанської області.
Розташоване між каналом Андижансай і ариком Кокгумбаз. Східне передмістя Андижана. У селищі знаходиться зупинний пункт 331 км на лінії Андижан-1—Карасу-Узбецький.
Населення 4,1 тис. мешканців (1990). Статус міського селища з 2009 року.